# Ion Beam Applications
Ion Beam Applications (IBA) is een medisch bedrijf gevestigd in Louvain-la-Neuve. Het bedrijf werd in 1986 opgericht door Yves Jongen als een universitaire spin-off van het Cyclotron Research Center van UCLouvain. Er werken in 2016 1.500 personen voor IBA in 40 wereldwijde vestigingen.  Het bedrijf is actief in de wereld van protonentherapie, dosimetrie, nucleaire of radiopharmacie en industriële instrumentsterilisatie.
IBA plaatste reeds in 2001 een eerste cyclotron in het Massachusetts General Hospital van Boston, en werd ook de leverancier van onder meer het Roberts Proton Therapy Center van het Philadelphia's Penn Hospital in 2009. Later volgden onder meer het University of Florida Health Proton Therapy Institute-Jacksonville, het ProCure Proton Therapy Center of Oklahoma, het Northwestern Medicine Chicago Proton Center, het Hampton University Proton Therapy Institute, het SCCA Proton Therapy Center in Seattle, het Texas Center for Proton Therapy in Dallas, het Miami Cancer Institute, het Westdeutsches Protonentherapiezentrum Essen, de Universitätsklinikum Carl Gustav Carus Dresden, de Skandionkliniken in Uppsala, Universitair Medisch Centrum Groningen (UMCG), UZ Leuven, het Institut Curie bij Parijs, de University Hospital Quironsalud Madrid en de APSS Azienda Provinciale per I Servizi Sanitari in Alto-Adige.